# Cathédrale de la Résurrection de Valjevo
Pour les articles homonymes, voir Cathédrale de la Résurrection.
La cathédrale de la Résurrection de Valjevo (en serbe cyrillique : Саборна црква Васкрсења Господњег у Ваљеву ; en serbe latin : Saborna crkva Vaskrsenja Gospodnjeg u Valjevu) est une cathédrale serbe, de rite orthodoxe serbe, située à Valjevo, dans le district de Kolubara en Serbie.
La cathédrale est le siège de l'éparchie de Valjevo. Elle peut accueillir plus de 2 000 fidèles et, par sa dimension, elle est la seconde église la plus grande de Serbie après l'église Saint-Sava de Belgrade.

## Présentation
La cathédrale est située à la confluence de la rivière Gradac et de la Kolubara, un affluent droit de la Save.

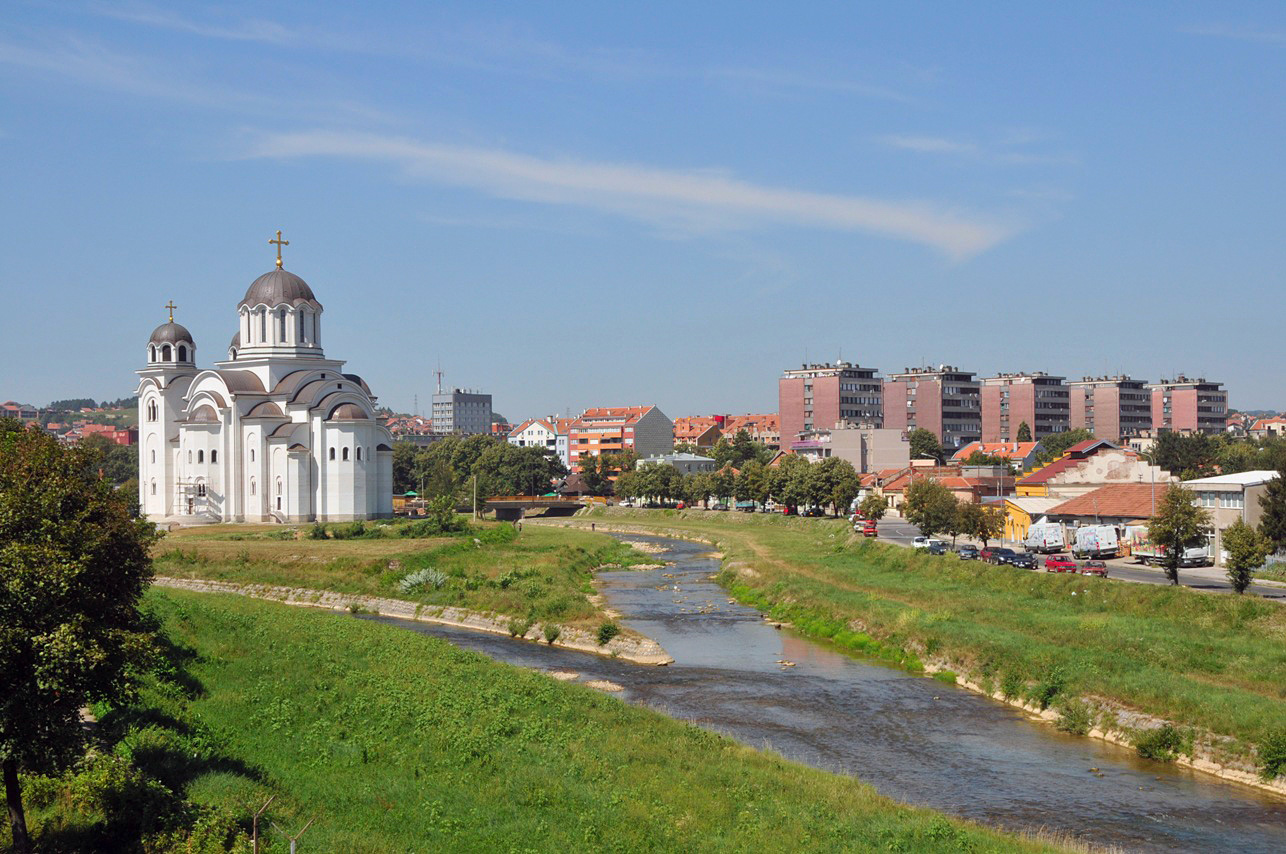
La cathédrale, à la confluence de la rivière Gradac et de la Save

Elle a été construite à partir de 1992 dans un style serbo-byzantin selon des plans de l'architecte Ljubica Bošnjak de Belgrade ; elle a été terminée en 2010. Elle mesure 46 m de long, 24 m de large et 47 m de haut.

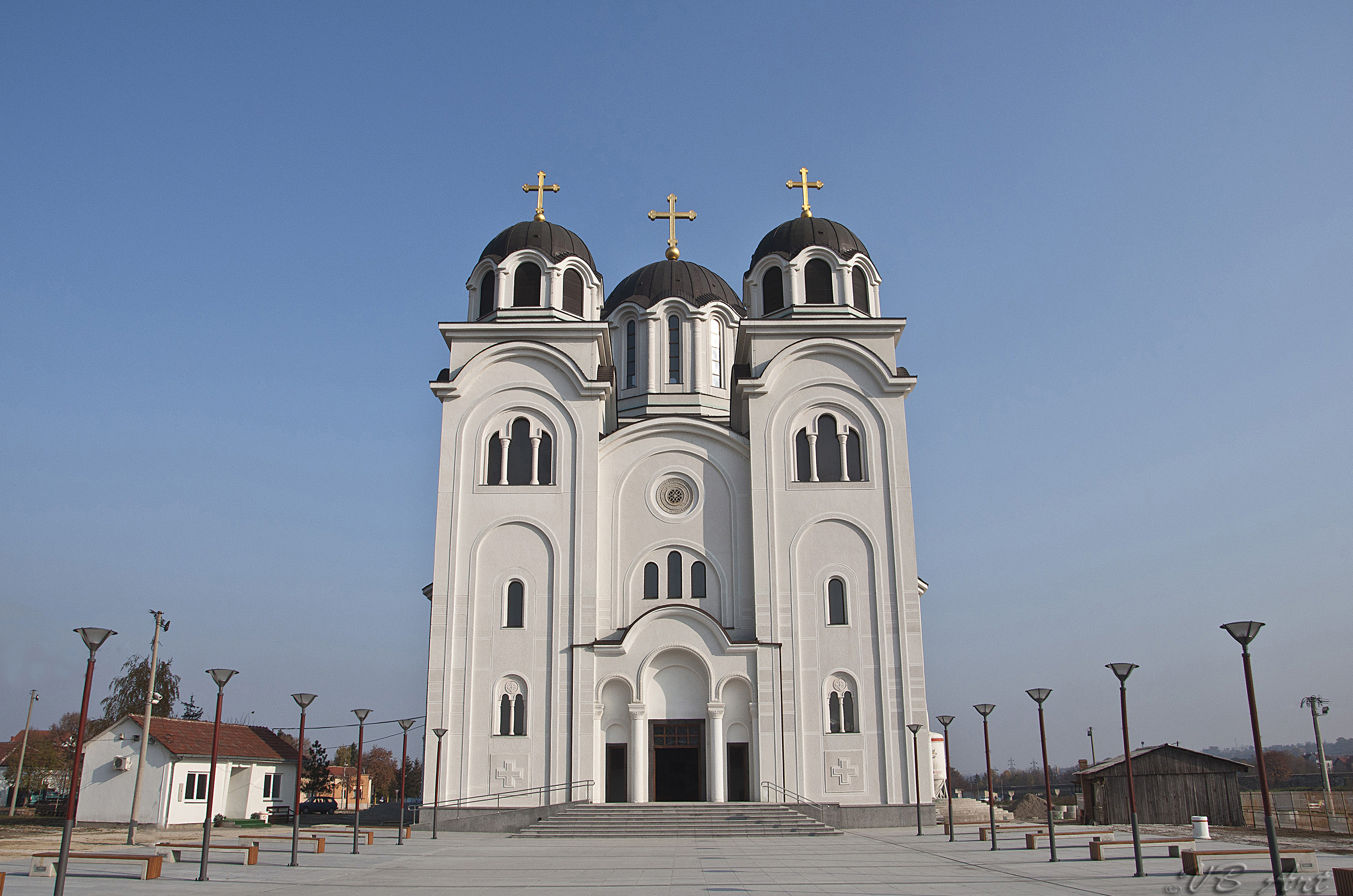
La façade occidentale